# Gazu-hyakki-tsurezure-bukuro
Gazu-hyakki-tsurezure-bukuro (jap. 画図百鬼徒然袋;  Ilustrowany worek stu wybranych demonów) – czwarty zbiór ilustracji stanowiący katalog zjaw, duchów, demonów, straszydeł itp. (ogólna ich nazwa jap.: yōkai) autorstwa Sekiena Toriyamy, który ukazał się w 1784 roku. 
Poprzednie zbiory zatytułowane były Gazu-hyakki-yakō (1776 r.), Konjaku-gazu-zoku-hyakki (1779 r.) oraz Konjaku-hyakki-shūi (1781 r.).
Zbiór demonów został podzielony na trzy tomy.

## Tom I

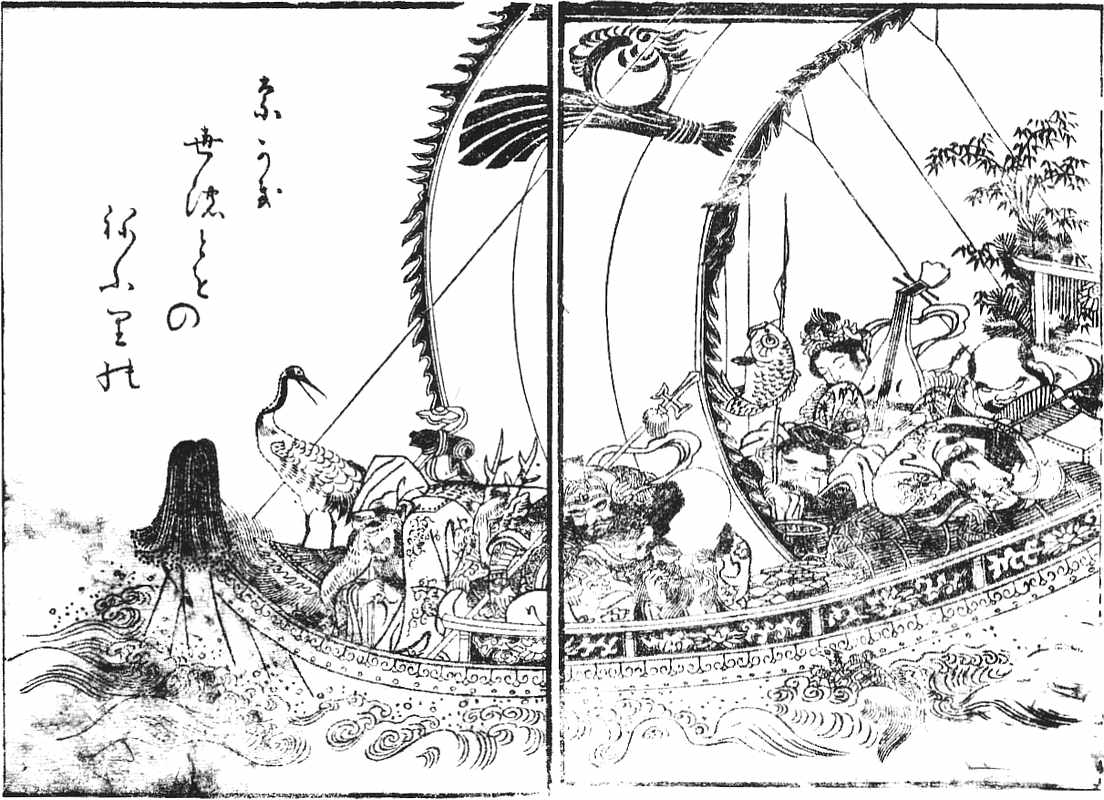
Takarabune (jap. 宝船)
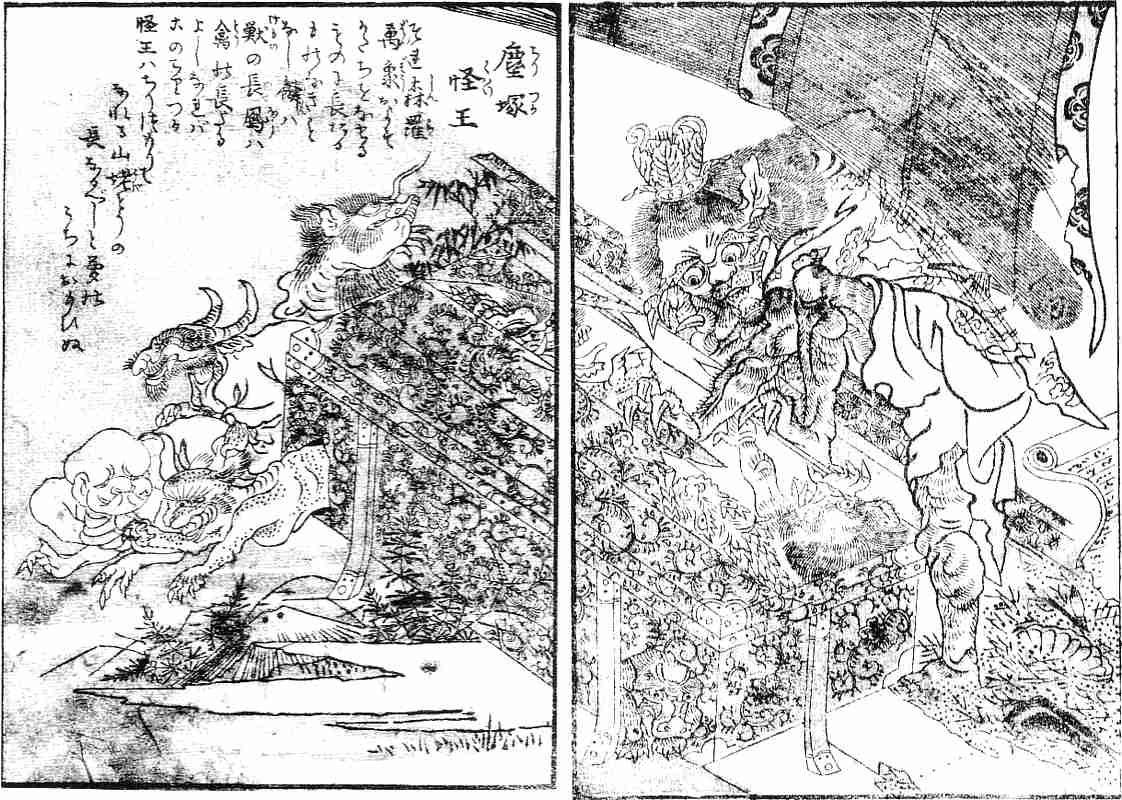
Chirizu-kakai-ō (jap. 塵塚怪王)
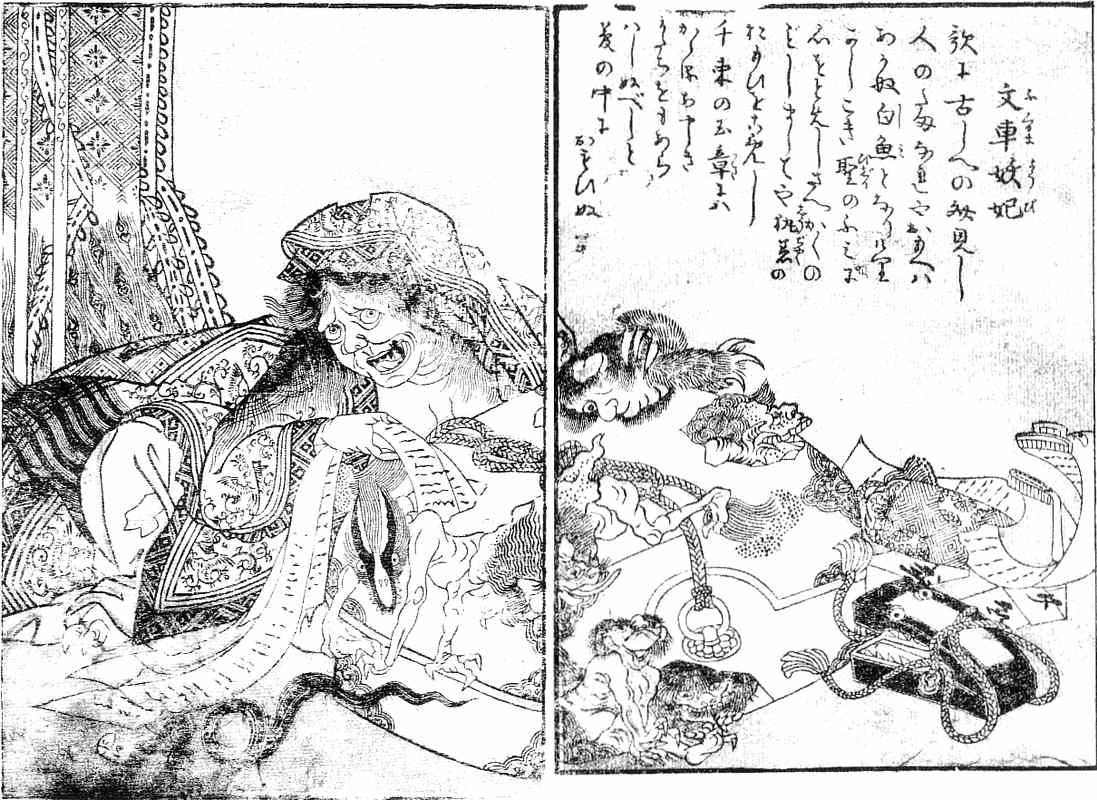
Fuguruma-yōki (jap. 文車妖妃)
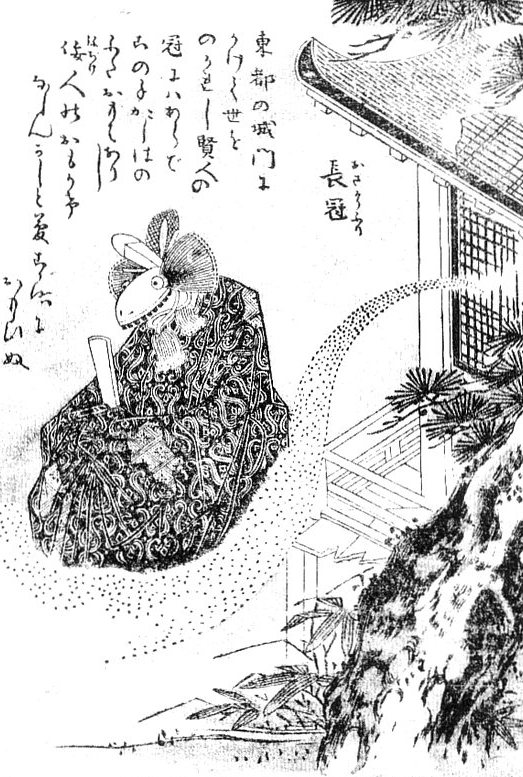
Osakōburi (jap. 長冠)
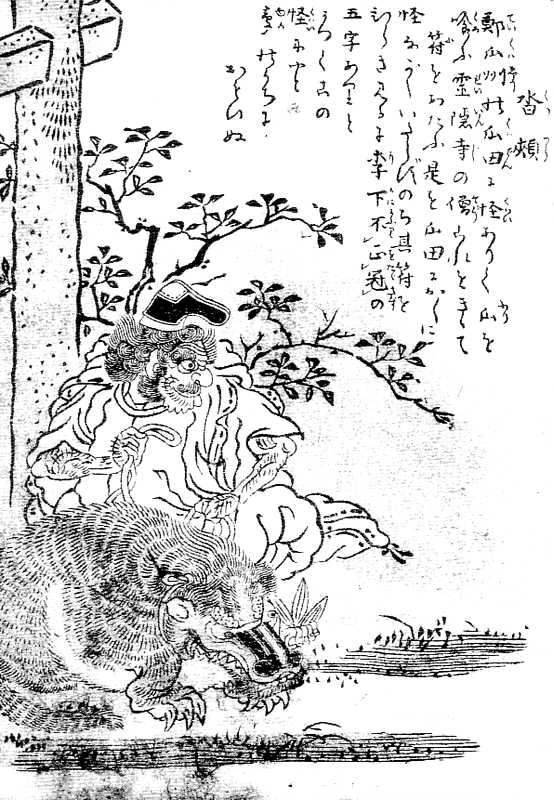
Kutsutsura (jap. 沓頬)
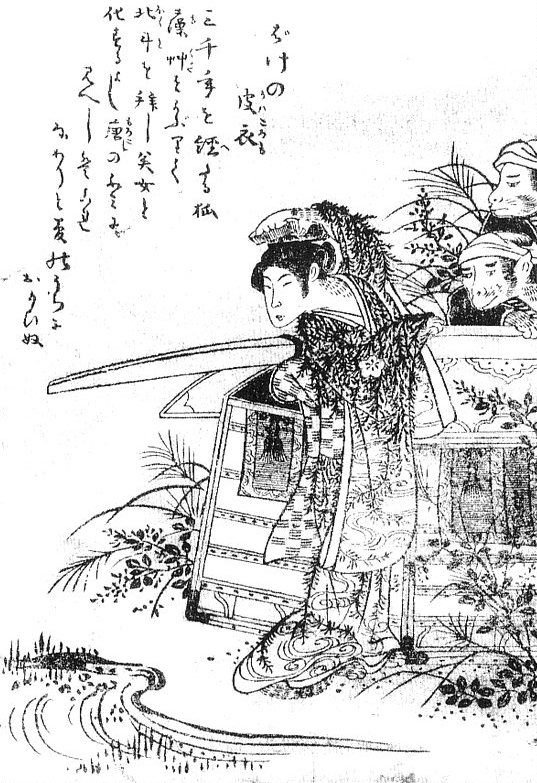
Bake-no-Kawagoromo (jap. 化けの皮衣)
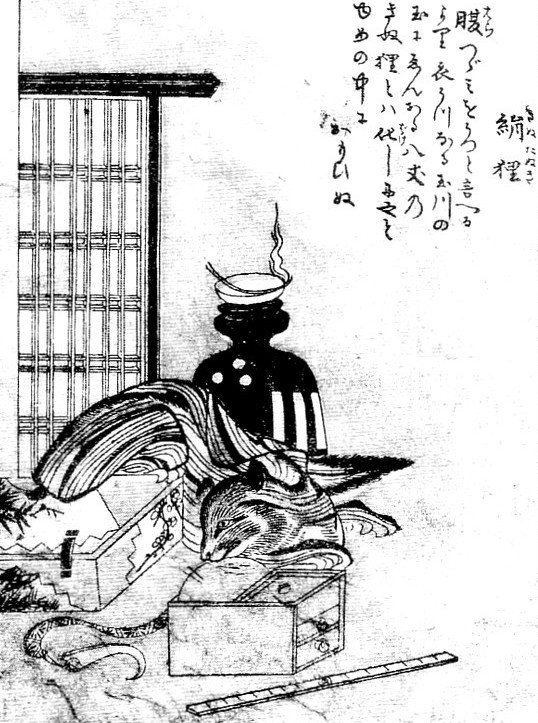
Kinu-tanuki (jap. 絹狸)
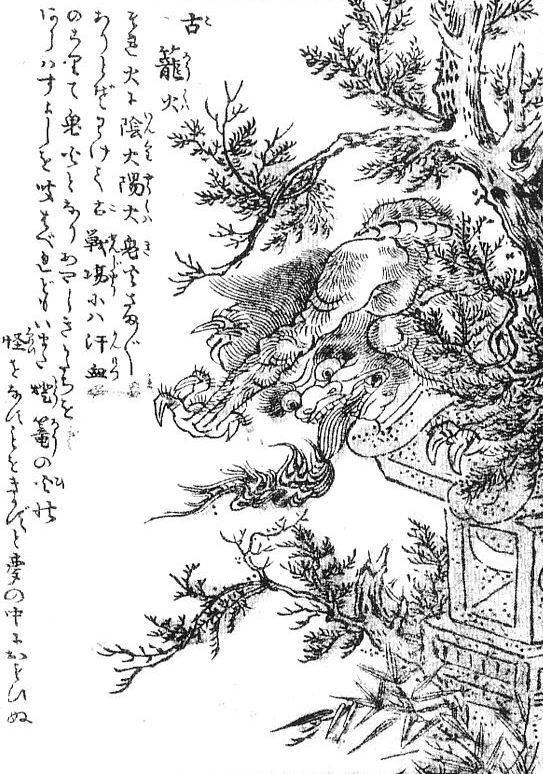
Korōka (jap. 古籠火)
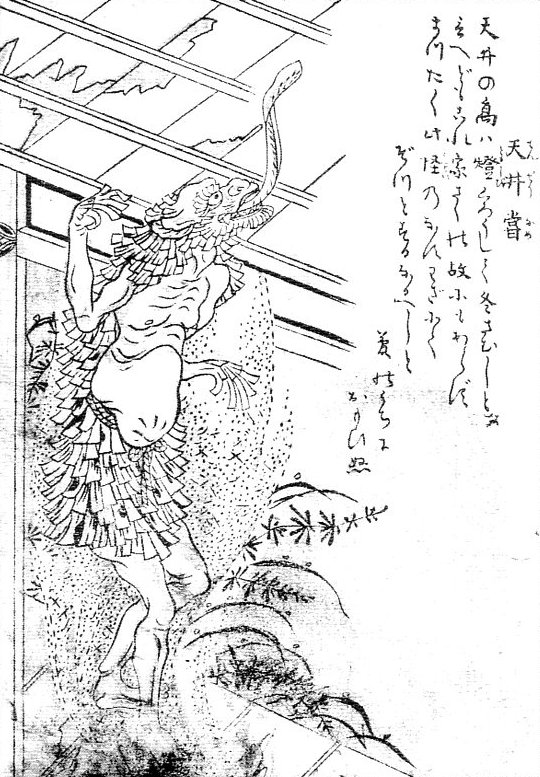
Tenjōname (jap. 天井嘗)
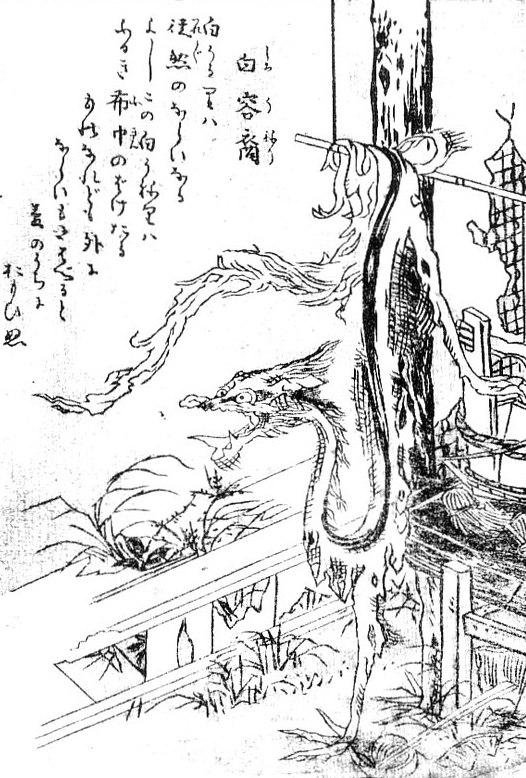
Shiro-uneri (jap. 白溶裔)
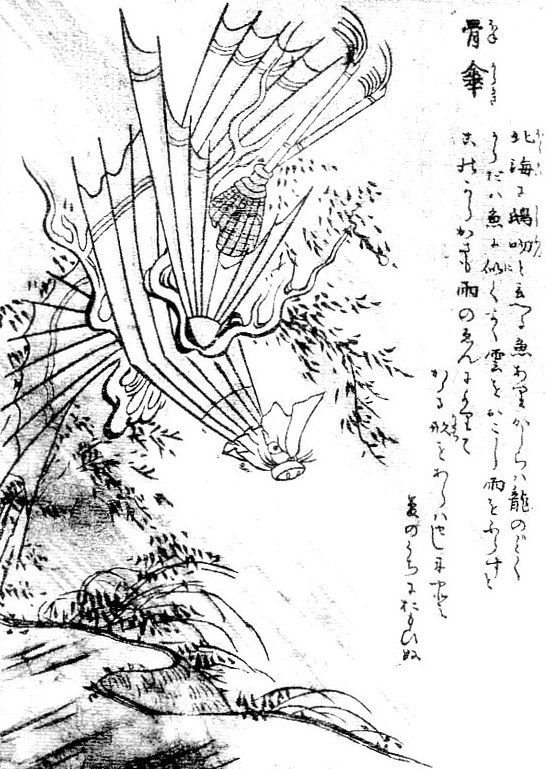
Honekarakasa (jap. 骨傘)
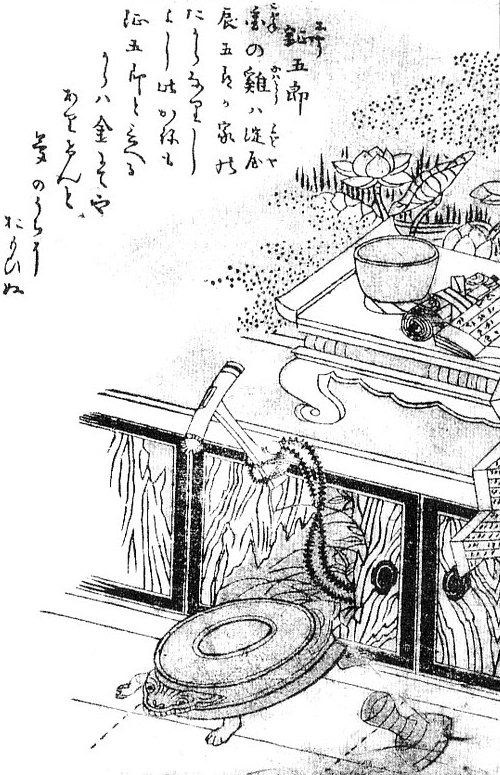
Shōgorō (jap. 鉦五郎)
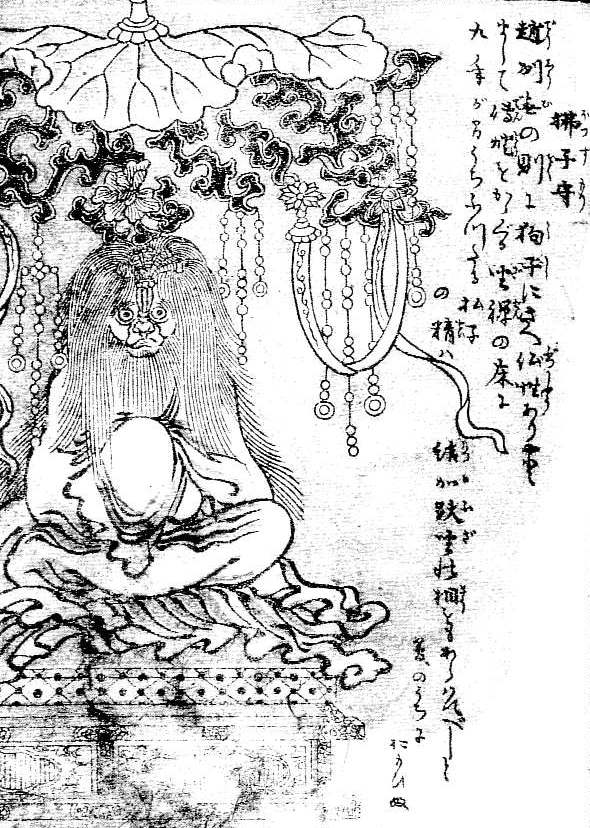
Hossumori (jap. 払子守)
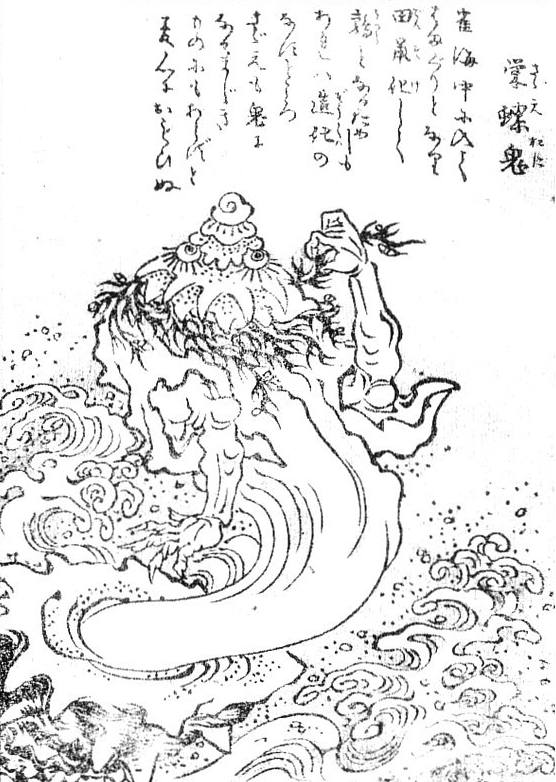
Sazae-oni (jap. 栄螺鬼)

## Tom II

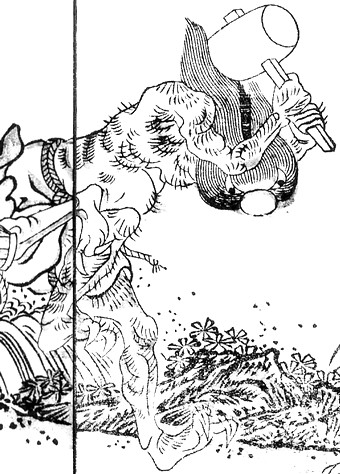
Yarikechō (jap. 槍毛長)
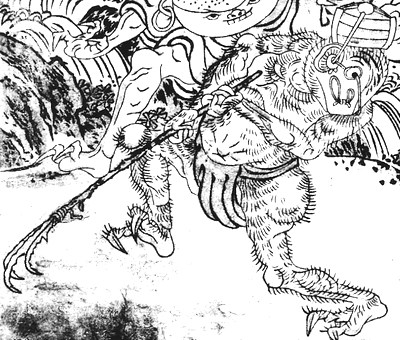
Koinryō (jap. 虎隠良)
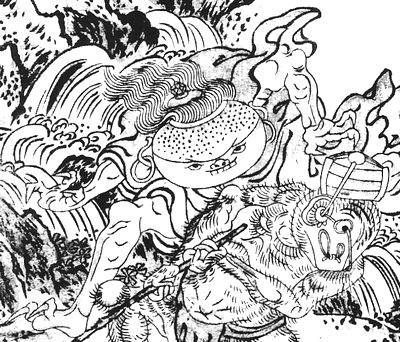
Zenfushō (jap. 禅釜尚)
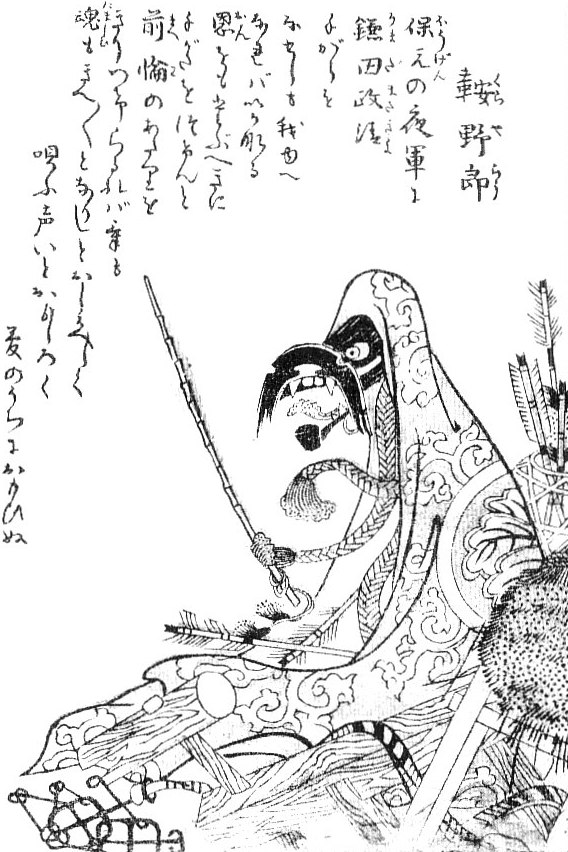
Kurayarō (jap. 鞍野郎)
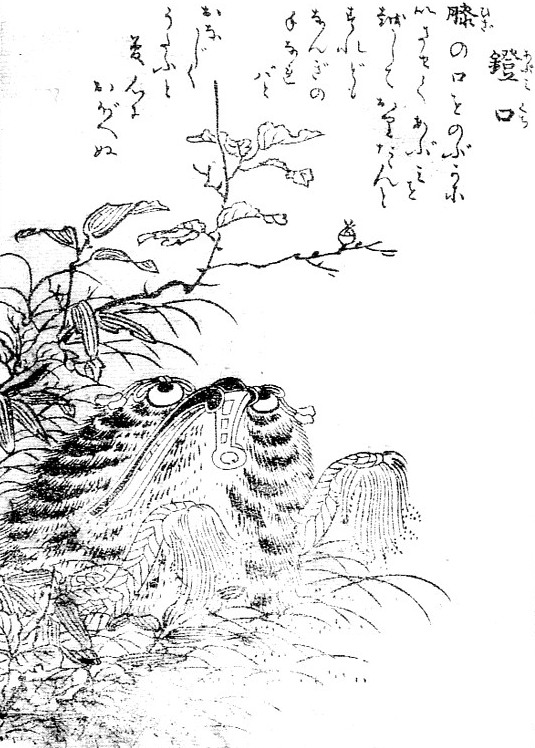
Abumi-guchi (jap. 鐙口)
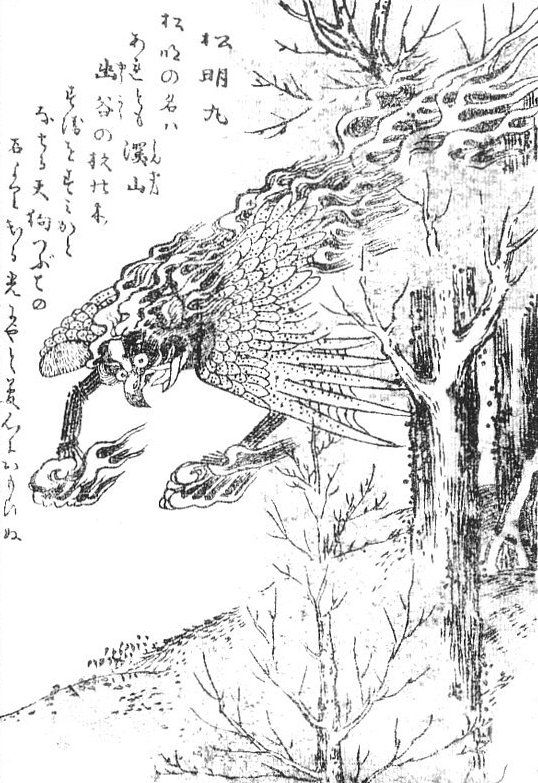
Taimatsu-maru (jap. 松明丸)
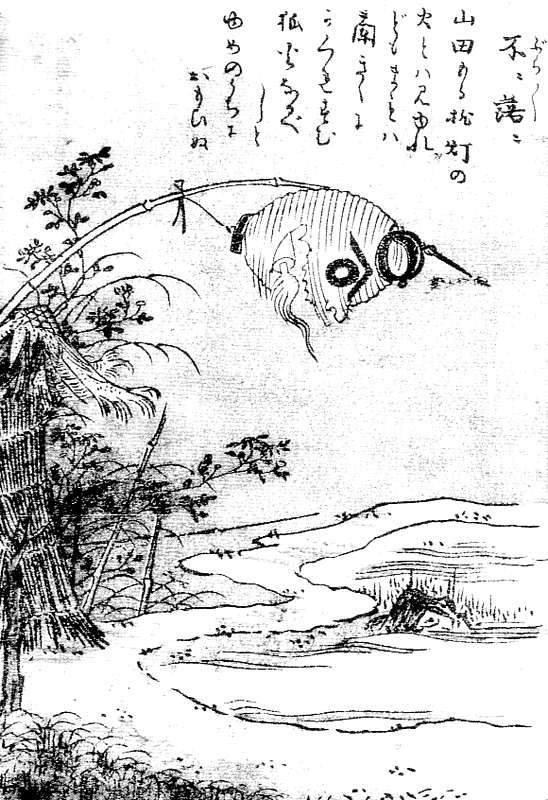
Burabura (jap. 不落々々)
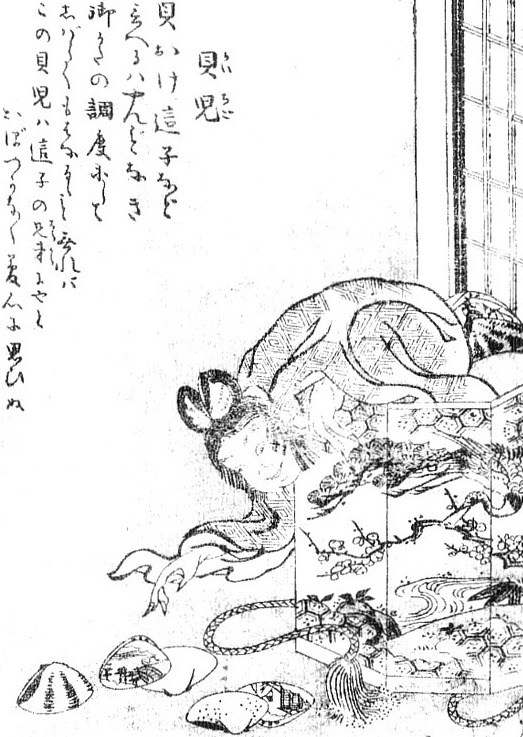
Kaichigo (jap. 貝児)
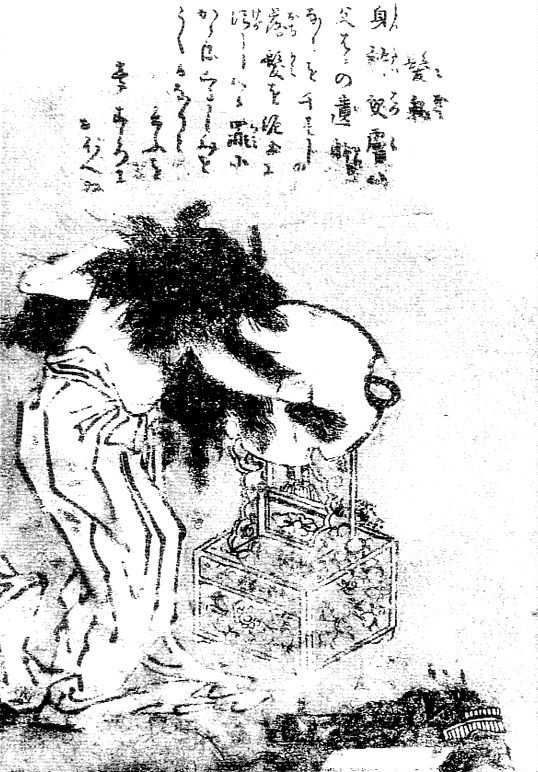
Kami-oni (jap. 髪鬼)
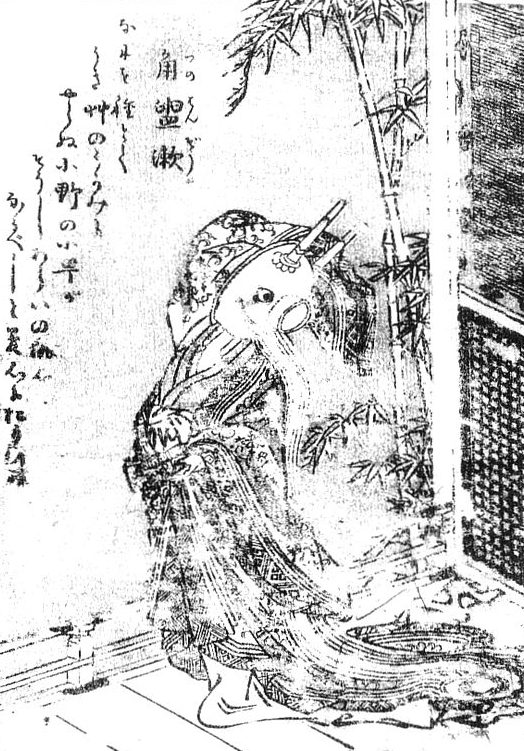
Tsuno-hanzō (jap. 角盥漱)
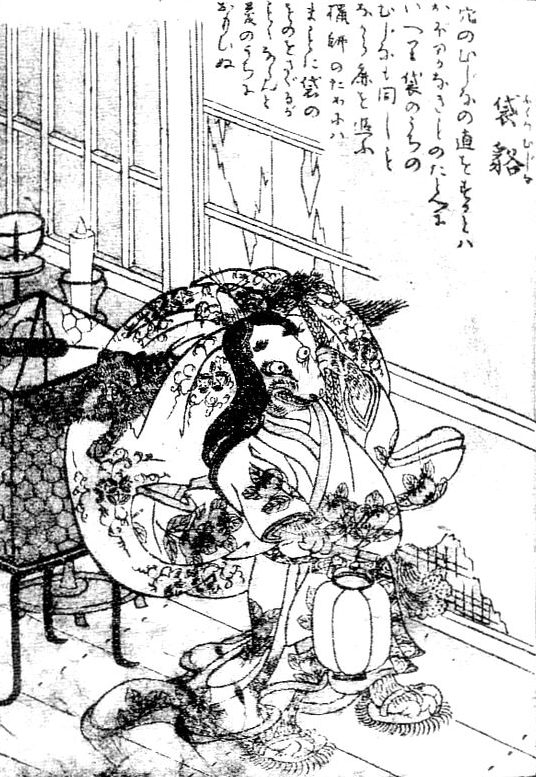
Fukuro-mujina (jap. 袋貉)
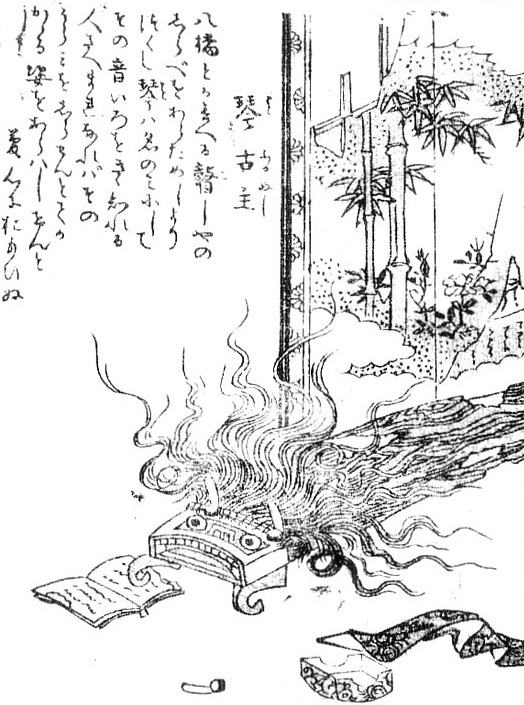
Kotofurunushi (jap. 琴古主)
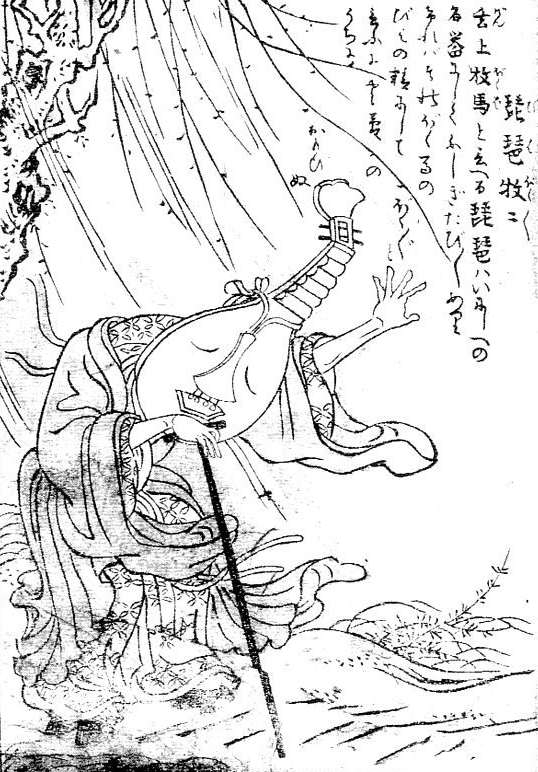
Biwa-bokuboku (jap. 琵琶牧々)
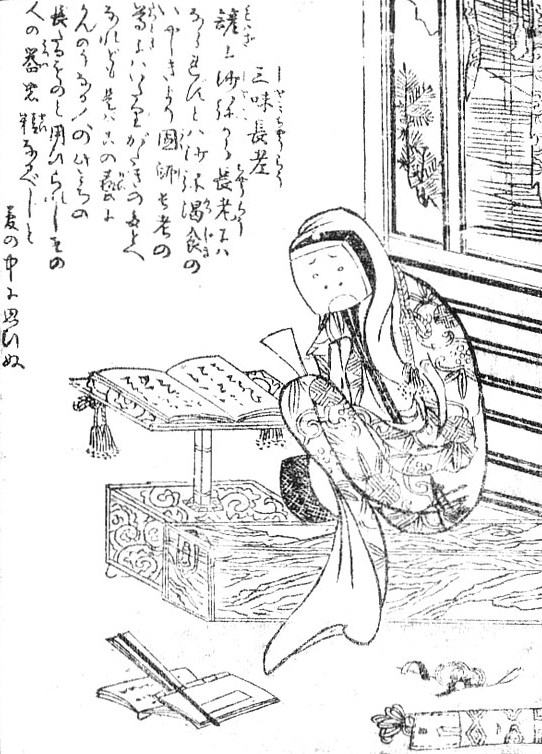
Shamichōrō (jap. 三味長老)
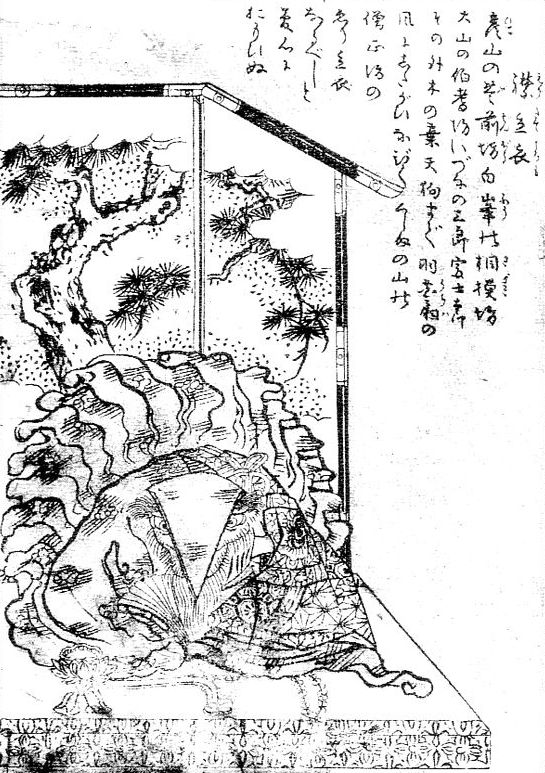
Eritate-goromo (jap. 襟立衣)
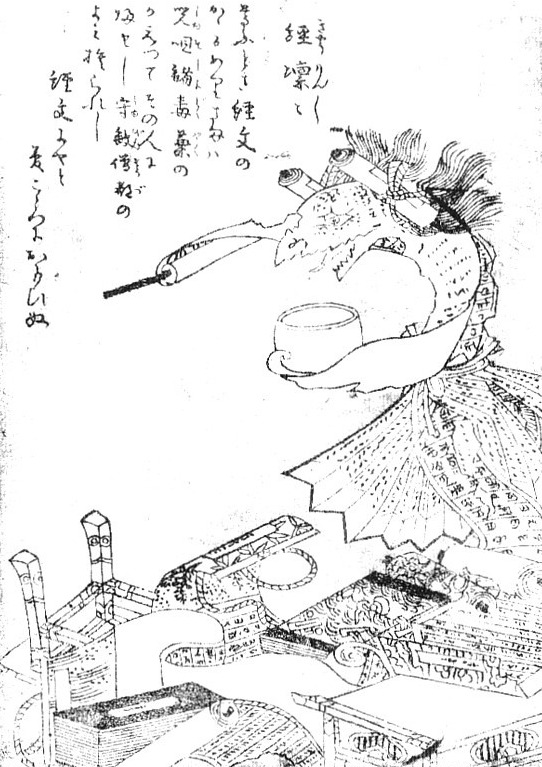
Kyōrinrin (jap. 経凛々)
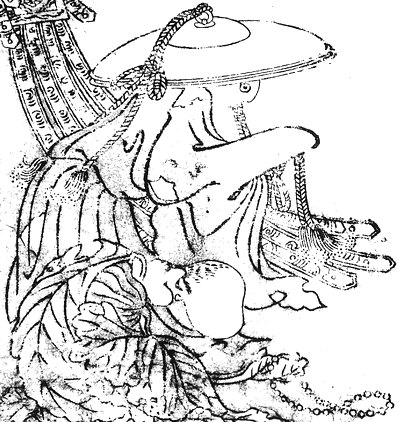
Nyūbachibō (jap. 乳鉢坊)
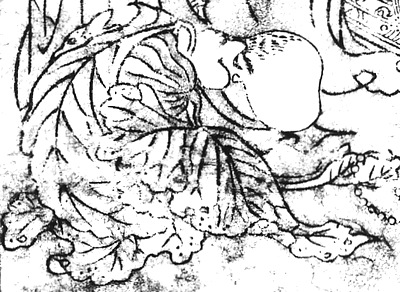
Hyōtan-kozō (jap. 瓢箪小僧)
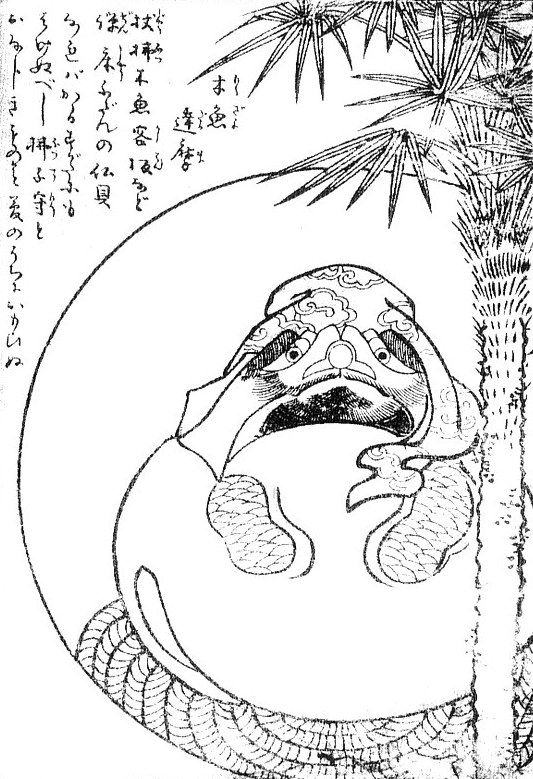
Mokugyo-daruma (jap. 木魚達磨)
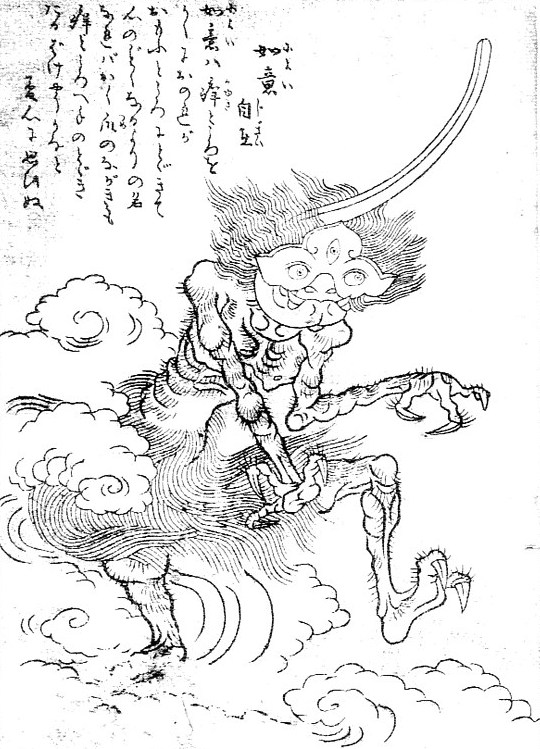
Nyoijizai (jap. 如意自在)
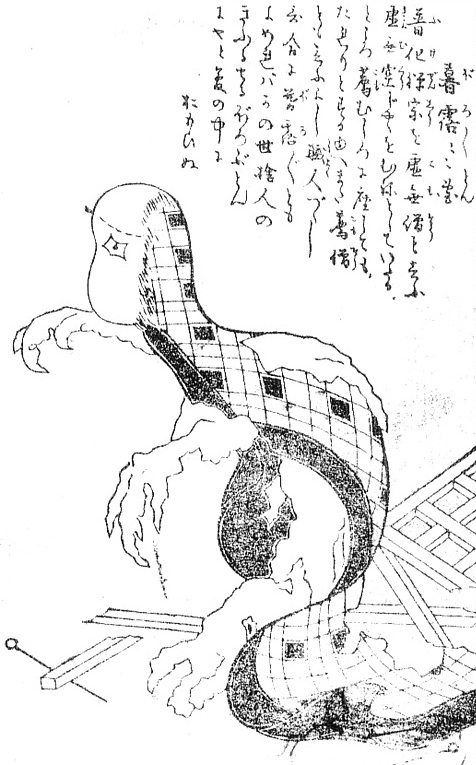
Boroboroton (jap. 暮露々々団)
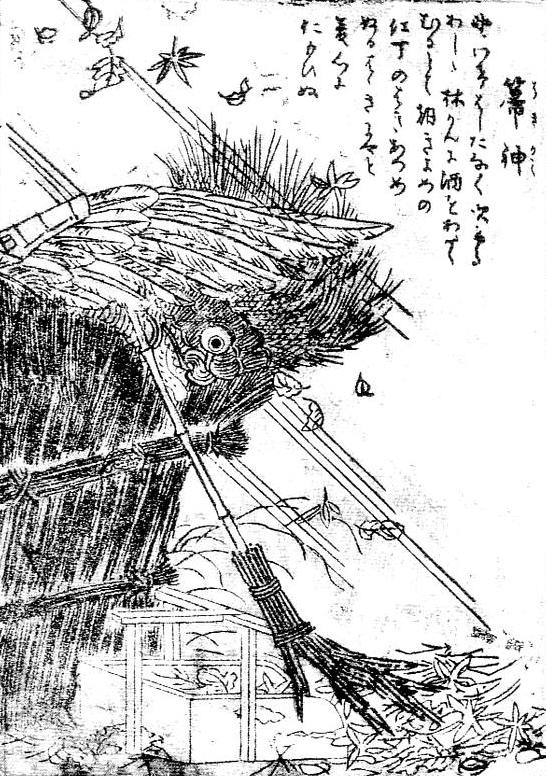
Hahakigami (jap. 箒神)
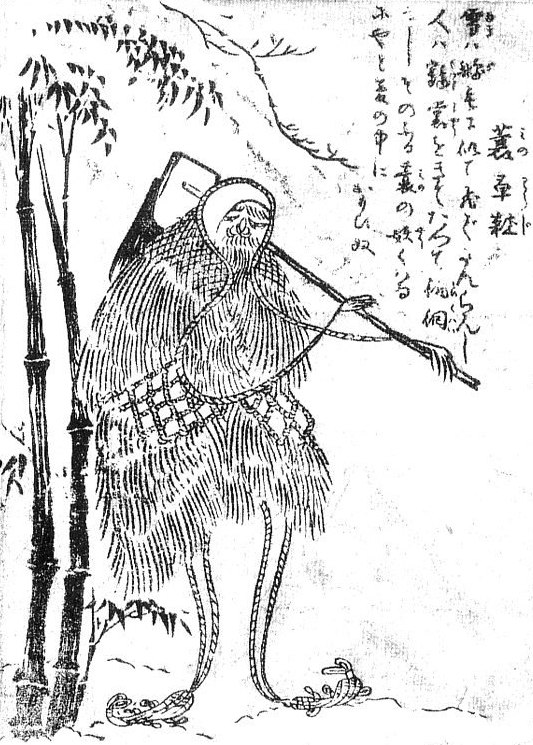
Minowaraji (jap. 蓑草鞋)

## Tom III

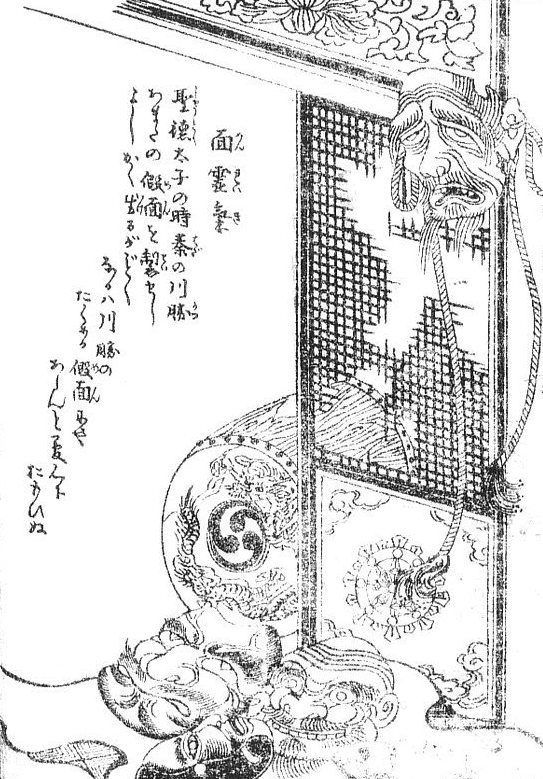
Menreiki (jap. 面霊気)
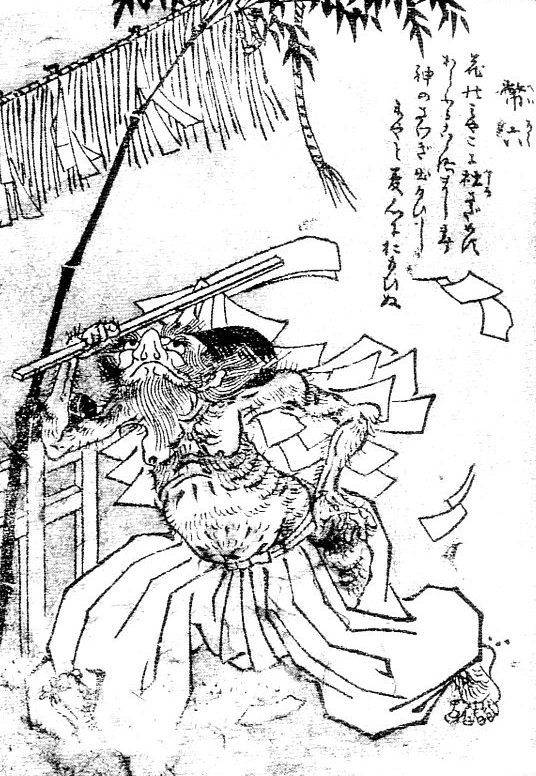
Heiroku (jap. 幣六)
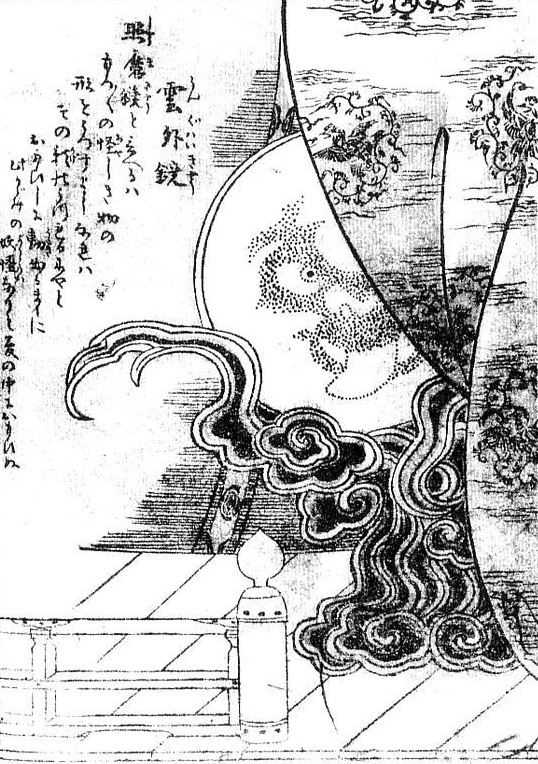
Ungaikyō (jap. 雲外鏡)
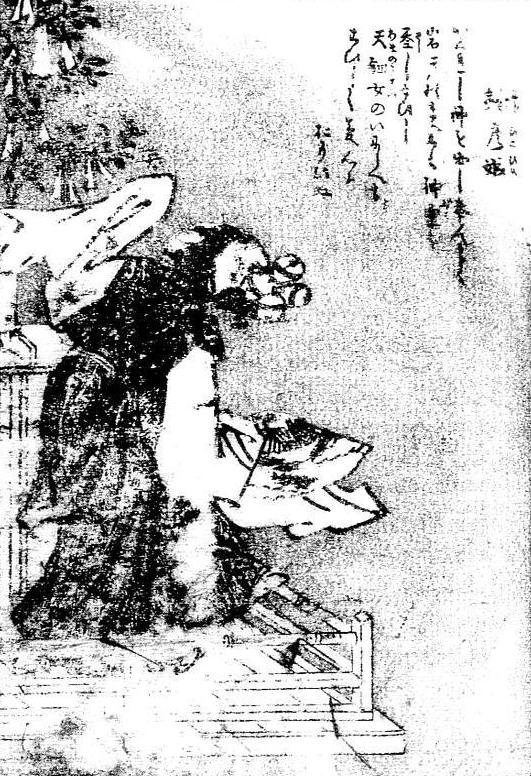
Suzuhiko-hime (jap. 鈴彦姫)
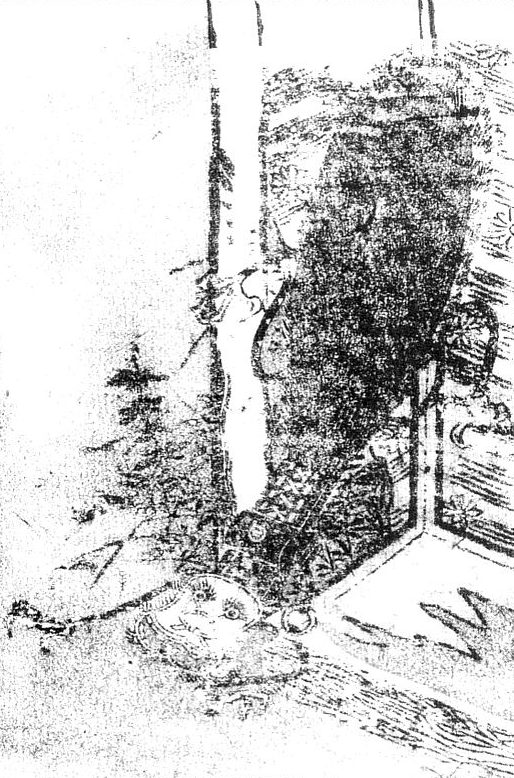
Furu-utsubo (jap. 古空穂)
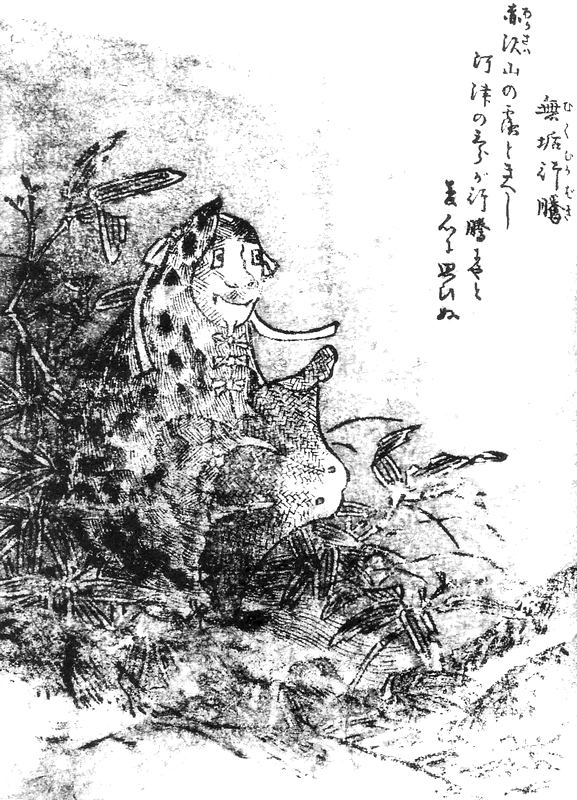
Mukukabaki (jap. 無垢行騰)
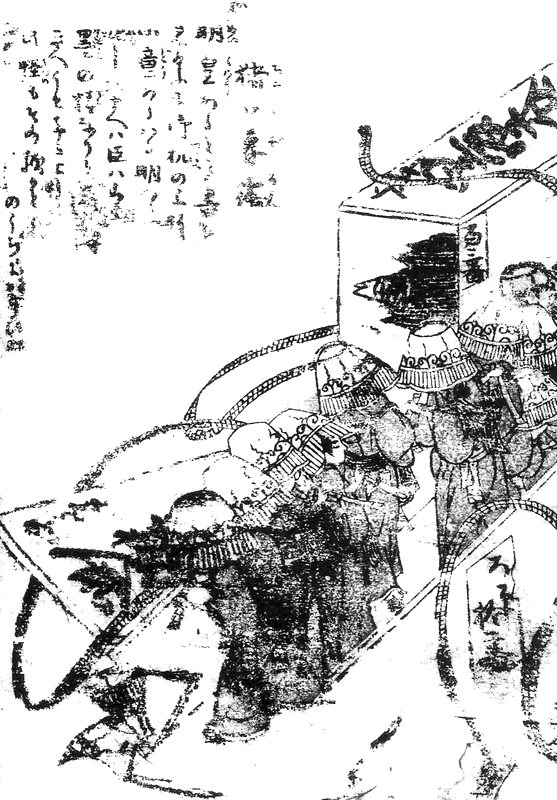
Chokuboron (jap. 猪口暮露)
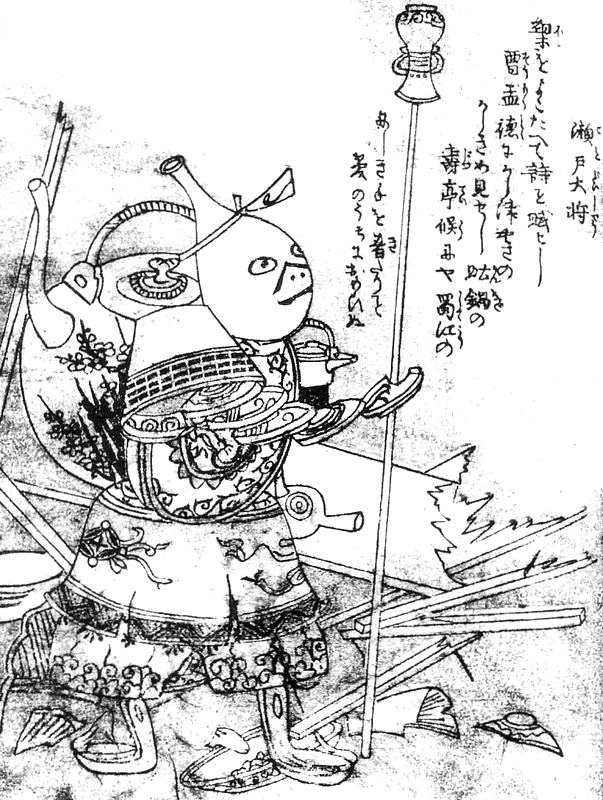
Setodaishō (jap. 瀬戸大将)
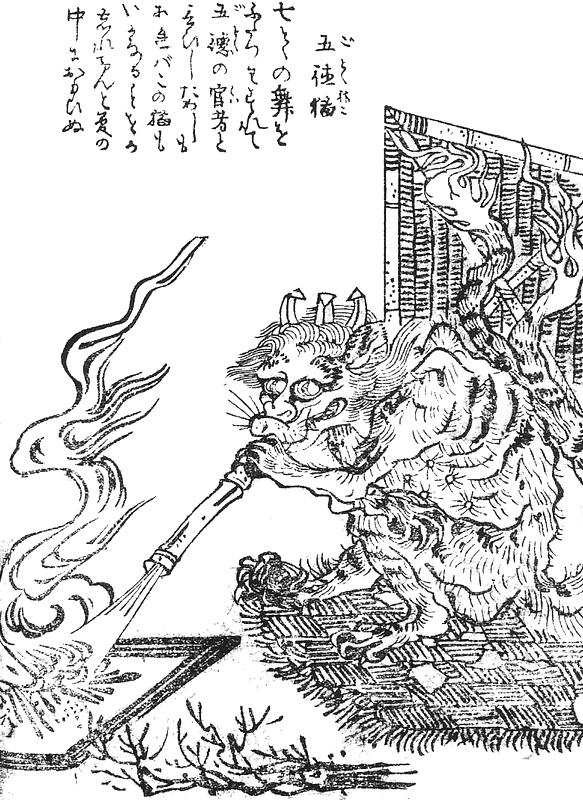
Gotoku-neko (jap. 五徳猫)
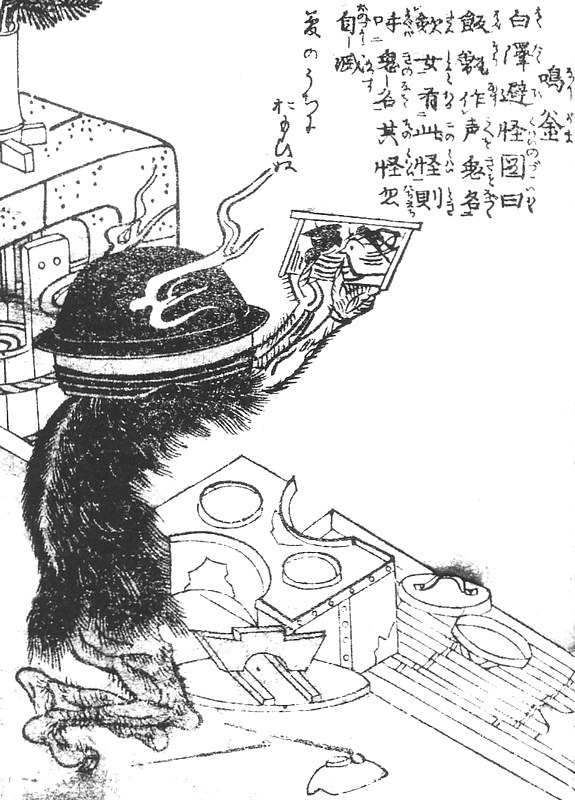
Narigama (jap. 鳴釜)
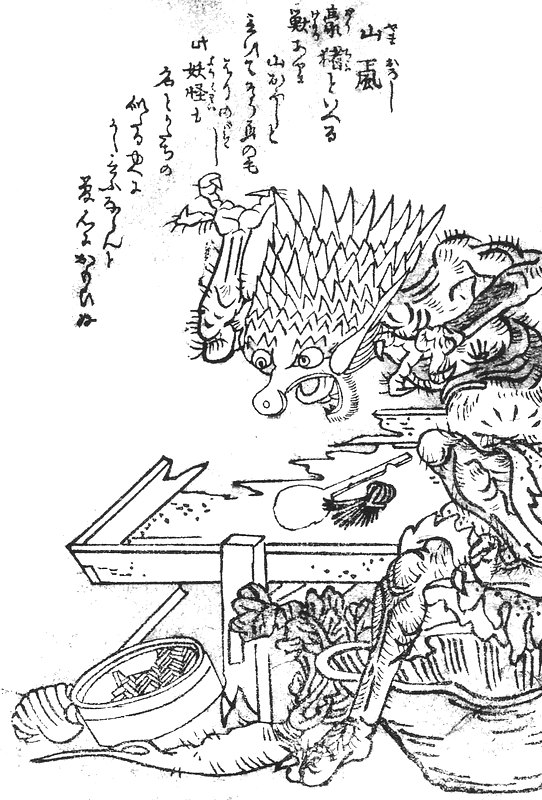
Yama-oroshi (jap. 山颪)
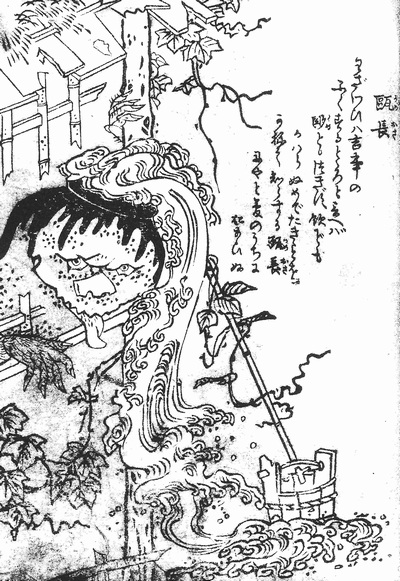
Kameosa (jap. 甕長)